# 대한민국 형법 제267조
대한민국 형법 제267조는 과실치사에 대한 형법각칙의 조문이다.

## 조문
제267조(과실치사) 과실로 인하여 사람을 사망에 이르게 한 자는 2년 이하의 금고 또는 700만원 이하의 벌금에 처한다.  <개정 1995.12.29.>

第267條(過失致死) 過失로 因하여 사람을 死亡에 이르게 한 者는 2年 以下의 禁錮 또는 700萬원 以下의 罰金에 處한다. <改正 1995.12.29.>

## 참고 문헌
- 김재윤, 손동권, 『새로운 형법각론』, 율곡출판사, 2013. ISBN 978-89-974283-4-2

## 같이 보기
- 업무상 과실치사죄